# Joe Polowsky
Joseph (Joe) Polowsky (1916–1983) was een Amerikaanse soldaat en vredesactivist.  Als Amerikaans soldaat stak hij aan het einde van de Tweede Wereldoorlog in Europa op 25 april 1945 met enkele andere Amerikaanse militairen als scout (verkenner) de rivier de Elbe over, waar hij op de andere oever Sovjettroepen ontmoette.  Bij terugkeer in de Verenigde Staten na de oorlog werd hij anti-oorlogsactivist.

## Biografie
Polowsky was de jongste zoon van joodse immigranten die vanuit het destijds tot tsaristisch Rusland behorende Oekraïne naar de Verenigde Staten waren geëmigreerd. Hij werkte eerst als conducteur en buschauffeur in het openbaar vervoer van Chicago, en daarna als taxichauffeur in die stad.
Tijdens de Tweede Wereldoorlog werd hij als dienstplichtig militair opgeroepen voor het front in Europa en diende hij bij de 69th Infantry Division. Hij maakte deel uit van de verkenningspatrouille die op 25 april 1945 de Elbe in Torgau overstak en Sovjettroepen ontmoette op de andere oever. 
Na zijn afzwaaien in 1946 riep Polowsky de Verenigde Naties vergeefs op 25 april uit te roepen tot World Peace Day (Werelddag van de Vrede). Elk jaar  herdacht hij op 25 april Elbe Day op de Michigan Avenue Bridge te Chicago en hield hij daar als vredesactivist een wake. Hij bleef werkzaam als taxichauffeur. In 1959 ontmoette hij de Sovjetpremier Nikita Chroesjtsjov tijdens diens bezoek aan de Verenigde Staten. Korte tijd later werd hij uitgenodigd om de Sovjet-Unie te bezoeken, waar hij Chroesjtsjov in het Kremlin opnieuw ontmoette. Vervolgens bezocht hij de DDR waar hij werd onthaald door SED-partijleider Walter Ulbricht.
Polowsky leed in zijn laatste levensjaren aan kanker en hield zijn laatste wake op Michigan Avenue Bridge op 25 april 1983. Hij stierf in Chicago op 17 oktober 1983. In zijn testament verzocht hij te worden begraven in Torgau. Hij werd daar met militaire eer begraven op 26 november 1983.
In 1995 werd in Torgau een middelbare school naar hem vernoemd. Een kweker vernoemde in 2006 ook een nieuw rozenras naar hem.